# Lee Hyeong-Suk
Lee Hyeong-Suk, född den 24 december 1964, är en sydkoreansk basketspelare som var med och tog OS-silver 1984 i Los Angeles. Detta var Sydkoreas första medalj i de olympiska baskettävlingarna. Hon är 173 cm lång.